# Bioko

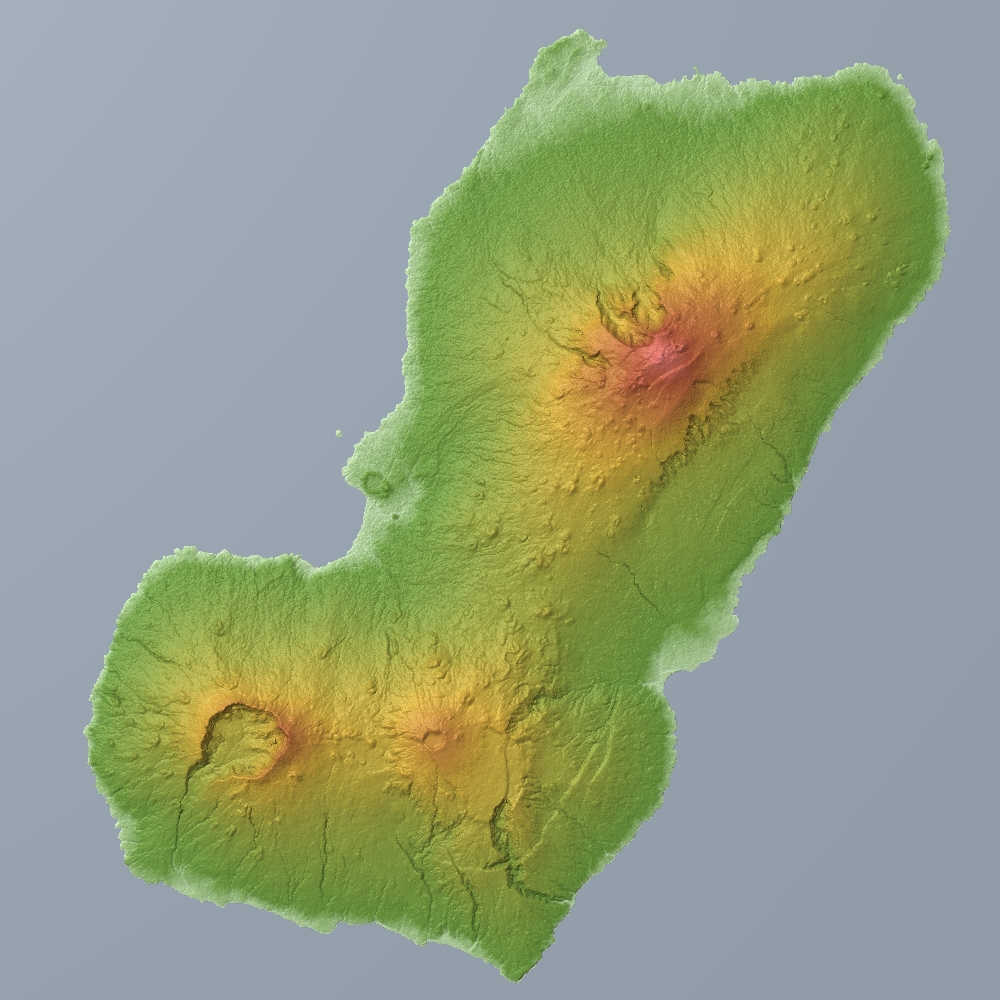
Relieve de Bioko.

Bioko es una isla situada en el golfo de Guinea, perteneciente a Guinea Ecuatorial. En ella se encuentra la capital del país, Malabo. Está a 37 km de las costas de Camerún y tiene un área de 2017 km², lo que la convierte en la cuarta isla más grande de África (tras Madagascar, Socotora y Tenerife). Su población era de 130 000 habitantes en 2005, habiéndose incrementado hasta cerca de los 335 000 en 2014. Anteriormente, durante la época española, era conocida como Fernando Poo, el nombre de su descubridor en el siglo XV, el portugués Fernão do Pó.

## Historia
Existe la posibilidad de que la isla fuera visitada por Hannón, un explorador cartaginés que realizó un viaje a lo largo de la costa occidental de África hacia finales del VI a. C. o comienzos del siglo V a. C.

### Era prehispánica
El asentamiento humano en la isla se produce hacia los siglos V-VI aproximadamente, por pequeñas expediciones desde diferentes puntos de la costa del golfo de Biafra, y configurando con el tiempo un grupo sociocultural diferenciado de sus orígenes bantú, los clanes bubi. Dentro de la mitología popular ha pervivido el nombre de Momiatú como el legendario jerarca de los primeros establecimientos. La estructura de clanes que se irá configurando con el paso del tiempo mantendrá unas regulares pero débiles comunicaciones con el continente. La isla recibió el nombre de Etulá por parte de los antiguos colonos bubis.

### Colonización portuguesa
En 1472 llegó a la isla el navegante portugués Fernão do Pó (Fernando Poo en castellano), quien la avistó y la bautizó con el nombre de «Flor Formosa». Más tarde se cambió la designación a «Fernando Poo», en su nombre.
En 1641 la Compañía de las Indias de Holanda estableció puestos comerciales sin el consentimiento portugués en la isla de Bioko, centralizando desde allí temporalmente el comercio de esclavos del golfo de Guinea, si bien los portugueses volvieron a hacer acto de presencia en la isla en 1648, sustituyendo la Compañía neerlandesa por una propia dedicada al mismo comercio y establecida en el vecino Reino Benga de la isla de Corisco o Mandyi. A lo largo de este mismo siglo XVII se configura lentamente un embrionario reino conformado por los clanes bubis, sobre todo tras la actuación en ese sentido de algunos jefes locales como Molambo (aprox. 1700-aprox. 1760) durante un periodo de fuerte esclavitud en la zona, situación que obligó a los clanes bubis a abandonar sus establecimientos costeros e instalarse en el interior.

### Colonización española
La isla permaneció en manos portuguesas hasta marzo de 1778, tras los tratados de San Ildefonso (1777) y El Pardo (1778), por los que se cedían a España las islas guineanas, junto con derechos de trata esclavista y libre comercio en un sector de la costa del golfo de Guinea, entre los ríos Níger y Ogooué. El 17 de abril de 1778 partió desde Montevideo una expedición formada por los buques Santa Catalina y Soledad y el bergantín Santiago para tomar posesión de Fernando Poo y el resto de los territorios, dirigida por el brigadier de los Reales Ejércitos Felipe José de los Santos Toro, conde de Argelejo. En la bahía de Boloko, el Conde de Argelejos desembarcó para tomar posesión del lugar en nombre de Carlos III, y construir así la pequeña población de San Carlos (actual San Carlos de Luba). A partir de ese momento, la isla formó parte administrativamente de la Gobernación de Fernando Poo y Annobón, integrándose, junto al resto de territorios españoles de la Guinea, en el Virreinato del Río de la Plata. De octubre de 1778 a noviembre de 1780 se establecerá un gobernador español. El Conde de Argelejo murió el 14 de noviembre de 1778, quedando al mando Joaquín Primo de Rivera y Pérez de Acal hasta que el 31 de octubre de 1780 una sublevación de sus tropas lo hizo prisionero, y se trasladaron los supervivientes a la isla de Santo Tomé que pertenecía a Portugal.
Tras la Revolución de Mayo (1810) se produce el desmembramiento definitivo del Virreinato.
Tras Molambo sobresale la figura de otro jefe local, Lorite (1760-1810), a quien sucederá Lopoa (1810-1842?). El periodo de hegemonía de este último sobre los diferentes clanes insulares coincide con la ocupación británica sobre la isla entre 1827 y 1843, cuando establecieron diferentes puestos, los principales de ellos Port Clarence (actual Malabo) y San Carlos, para reprimir el tráfico marítimo de esclavos. Juan José Lerena en marzo de 1843 izó el pabellón español en Santa Isabel (actual Malabo), con lo que se terminaba la influencia y presencia británica. Madabita (aprox. 1842-1860) y Sepoko (1860-1874 o 1875) serán los principales jerarcas locales en este periodo de creciente intervención española. 
El 20 de junio de 1861 se publica la Real Orden por la que se convierte la isla de Fernando Poo (Bioko) en presidio español. En octubre del mismo año se dicta la Real Orden por la que, al no ofrecerse voluntariamente negros emancipados de Cuba para inmigrar a Guinea, se dispone que de no presentarse voluntarios se proceda al embarque, sin su consentimiento, de 260 negros cubanos. Es destacable también la inmigración de decenas de exiliados intelectuales y políticos españoles.
Todo este período se traducirá en la segunda mitad del siglo XIX en la unificación de todos los clanes bubis bajo el rey Moka (1875-1899), situación que no duraría mucho debido al creciente intervencionismo colonial español. Durante el periodo 1887-1897, varios representantes españoles establecen relaciones con el rey Moka de Bioko.

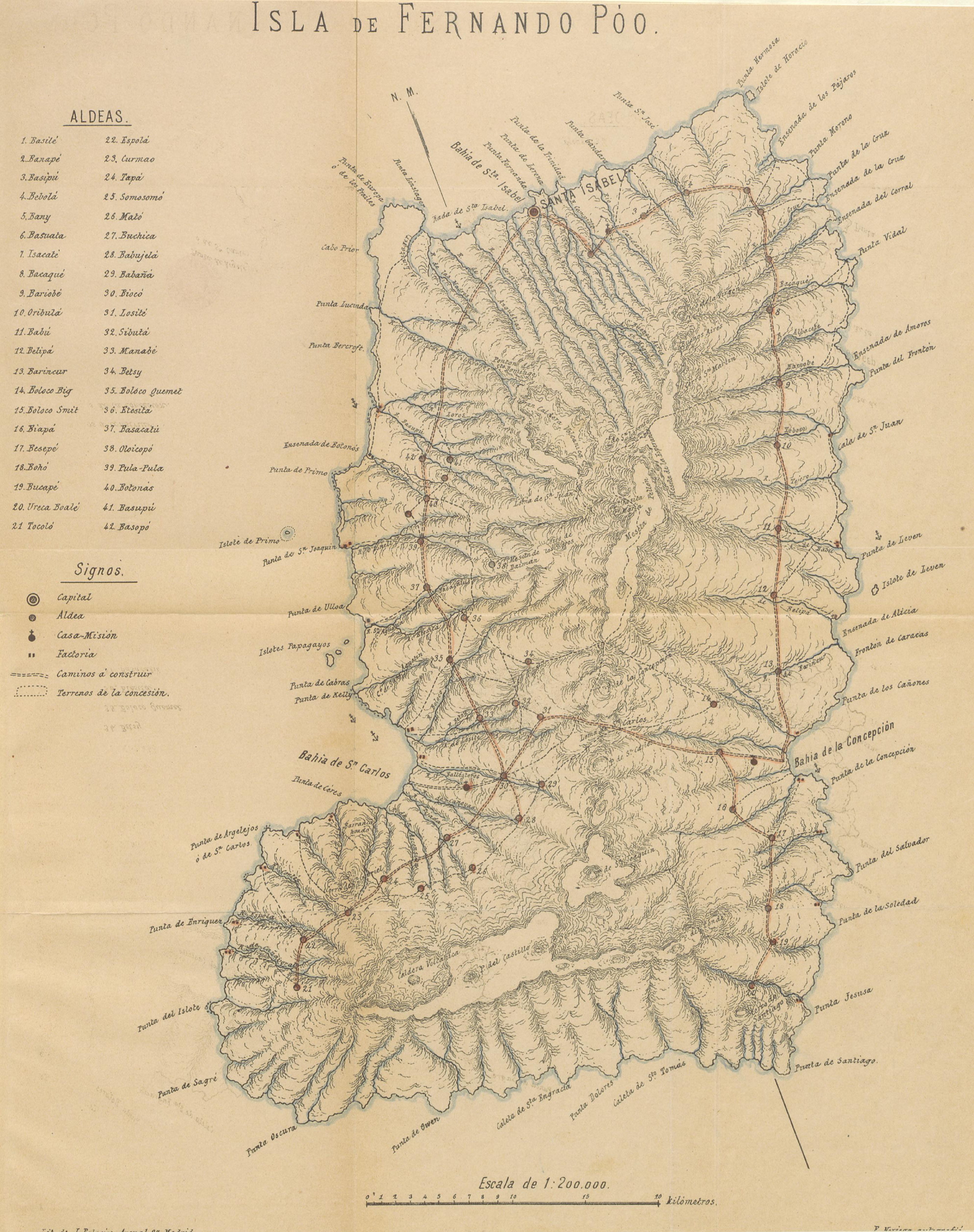
Isla de Fernando Poo en 1897

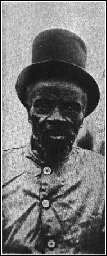
El rey Malabo de Bioko en 1930.

España retomó activamente la colonización de Guinea a comienzos del siglo XX. En la isla se inició la explotación de sus riquezas y se estableció un gobierno colonial, bajo el cual hubo graves enfrentamientos con el jefe local bubi Sás-Ebuera (entre 1899 y 1904 aprox.), quien formó unas milicias nacionalistas y anticoloniales. Fue capturado por las fuerzas españolas y su negativa a aceptar la autoridad del gobernador colonial le llevó a mantener una huelga de hambre, de la que resultó su muerte el 3 de julio de 1904. También Malabo Lopelo Melaka (rey entre 1904 y 1937), hijo de Moka, iniciará una reivindicación moderada de sus derechos, con el último enfrentamiento de los bubis contra los colonizadores españoles en 1910 en la región de San Carlos, que se inició tras el asesinato del cabo español León Rabadán y dos policías indígenas. 
En ese suceso murieron unos quince mil bubis, entre civiles y alzados; hubo enfrentamientos con la autoridad colonial que se prolongarían también en el continente, por la expedición de castigo de Río Muni de 1918. Inmediatamente después de la insurrección de 1910, las fuerzas coloniales presionaron al rey Malabo para que influyera en los jefes locales y evitara nuevos enfrentamientos. La isla estaba dividida en 1911 en 67 besés (localidades), cada uno gobernado por un botuku (jefe-alcalde) y sobre ellos el rey (muchuku), que normalmente coincidiría con el jefe del besé de Moka, quien dispone de su lujua o tropa para imponer su autoridad.
Durante la primera mitad del siglo XX España desarrolló grandes plantaciones de cacao en la isla con miles de peones importados de la vecina Nigeria. En 1926 se aneja la isla a la colonia de Guinea Española. En 1937, tras el inicio de la guerra civil española, el rey Malabo es encarcelado y morirá el 19 de abril del mismo año. Durante una parte del régimen de Franco continuó la colonización. Hasta 1956, la isla formó parte del Territorio de Guinea Española. El 21 de agosto de 1956 los territorios hispano-guineanos fueron organizados en provincias con el nombre de Provincia del Golfo de Guinea.
En 1959 la isla pasó a ser una provincia española ultramarina, similar a las provincias metropolitanas. Por la ley de 30 de julio de 1959, se convirtió en la provincia de Fernando Poo, en la Región Ecuatorial Española, que en diciembre de 1963 sería sucedida por la región autónoma de Guinea Ecuatorial. La isla fue usada como base para vuelos hacia Biafra durante la Guerra civil nigeriana (1967–1970).

### Parte de Guinea Ecuatorial
Tras la independencia de Guinea Ecuatorial en 1968, la isla fue dividida en dos distritos: San Fernando y San Carlos, las actuales provincia de Bioko Norte y provincia de Bioko Sur. La isla pasó a recibir el nombre de "Isla Macías Nguema Bidyogo" entre 1973 y 1979, y la capital Santa Isabel se renombró Malabo hasta la fecha; San Fernando: Ela Nguema; San Carlos: Luba y Concepción Biaba: Riaba, todo ello bajo el régimen de Francisco Macías Nguema Bidyogo. Tras el golpe de 1979 la isla adoptó el nombre de Bioko, en honor de Adolfo Bioco, hijo del rey Moka y hermanastro del rey Malabo.
Actualmente ejerce como gobernador de Bioko Norte Baltasar Nsé Mesie (desde 2011) y de Bioko Sur José Luis Ada Nguema.
Sus habitantes hablan el bubi (idioma autóctono de la isla de Bioko), el castellano, el pichi, un inglés criollo, además de otros idiomas. Existe una abundante literatura guineana en español. Las principales ciudades insulares son: Malabo (la capital del país y de Bioko Norte) y Luba (Capital de Bioko Sur).

## Fauna

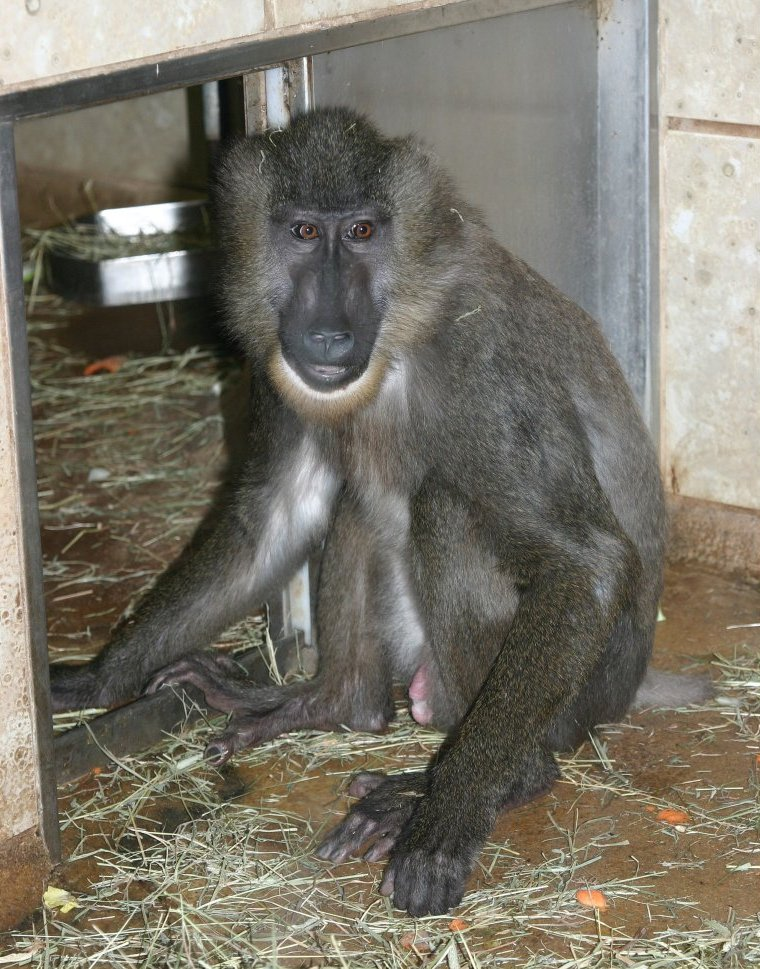
Un drill, un primate endémico de esta ecorregión.

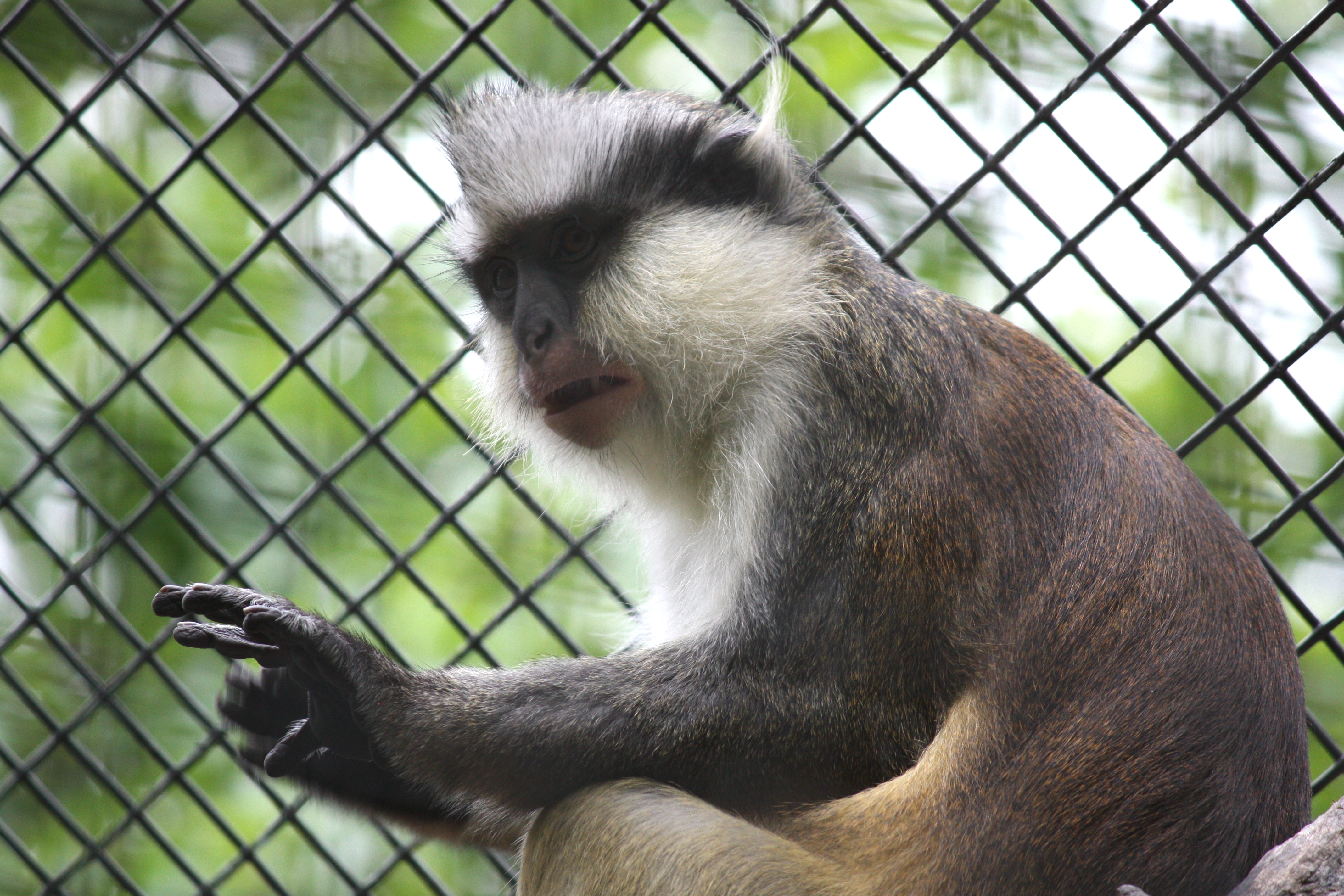
Cercopiteco coronado.

### Primates
La naturaleza de la isla es una de las más amenazadas del África Ecuatorial. En ella habita una enorme variedad de especies de monos endémicas y en trance de desaparecer. La más grande de todas las especies es el dril (Mandrillus leucophaeus), cuya población descendió más del 30 % en los últimos años, y de la cual derivan dos subespecies, una de ellas es endémica de la isla, y la otra habita en el continente. 
- Dril (Mandrillus leucophaeus). Pariente del mandril, el primate más grande de la isla.
- Colobo negro (Colobus satanas). Se encuentra en peligro de extinción, y es muy huidizo y difícil de avistar. No sobrevive en los zoológicos.
- Colobo de penacho rojo (Colobus pennantii). Está en peligro crítico de extinción.
- Mono de Preuss (Cercopithecus preussi). Fue la última especie de primate en descubrirse en la isla de Bioko. Su distribución en el continente africano es muy reducida.
- Cercopiteco de orejas rojas (Cercopithecus erythrotis). En estado vulnerable.
- Cercopiteco coronado (Cercopithecus pogonias). Especie en menor preocupación, aunque vulnerable en Bioko.
- Cercopiteco de nariz blanca (Cercopithecus nictitans). Especie de mono característica por tener un «lenguaje propio». También se distribuye por el continente africano, aunque en mayor medida.
- Galago de Allen (Sciurocheirus alleni).
- Galago de garras de aguja (Euoticus pallidus).

El colobo rojo (Procolobus pennantii), víctima de la caza furtiva por escopetas, descendió a casi un 45 %.
Otras especies son el mono de orejas rojas (Cercopithecus erythrotis), el cercopiteco de nariz blanca (Cercopithecus nictitans), el mono de Preuss (Cercopithecus preussi), el colobo negro (Colobus satanas), el colobo de penacho rojo (Procolobus rufomitratus), y el cercopiteco coronado (Cercopithecus pogonias).
Todas las especies anteriormente mencionadas están en grave peligro de extinción debido a que son usadas para el consumo humano y se comercian como animal de compañía. Además de que muchas de ellas no sobreviven en los zoológicos, debido al estricto ecosistema que requieren, y la escasa adaptación que tienen fuera de su hábitat natural.

### Otros mamíferos
El resto de mamíferos que pueblan la isla (a diferencia de los primates) no son endémicos, pero en ésta sufren un descenso debido a la misma razón: La caza con escopeta y el empleo de trampas y venenos.
- Damán arborícola (Dendrohyrax dorsalis). Es muy común en la zona occidental del continente. No está amenazado, pero es capturado constantemente por trampas de los furtivos, sin que realmente sea muy elevado el número de cadáveres por año.
- Pangolín (Manis tricuspis). Comúnmente encontrado en los mercados de carne de caza furtiva. Los conservacionistas creen que esta especie ha sufrido un descenso del 20-25 % en los últimos 15 años.
- Duiker de Ogilby (Cephalophus ogilbyi). Es un antílope enano, con una población de alrededor de 30 000 individuos. Es un animal muy huidizo y esquivo. Se alimenta de los frutos caídos de los árboles, y habita los densos bosques de Guinea, Nigeria y Camerún.
- Duiker azul (Philantomba monticola), más pequeño que el de Ogilby, y a su vez, más expandido.

### Aves residentes
- Turaco de pico amarillo (Tauraco macrorhynchus).
- Turaco gigante (Corythaeola cristata) posee un llamativo color azulado con un pico rojo y amarillo, y una cresta azul oscuro. Es difícil de encontrar, ya que permanece oculto entre el follaje de la pluvisilva tropical, con el fin de no ser avistado por los depredadores.
- Pavo calvo (Picathartes gymnocephalus). Se desplaza saltando por la selva. Habita en salientes rocosos y húmedos, y permanece siempre alerta, ocultándose a la observación.